# کمیل نانجیانی
کمیل نانجیانی (به انگلیسی: Kumail Nanjiani) زاده (۲۱ فوریه ۱۹۷۸) استندآپ کمدین، بازیگر و نویسنده پاکستانی-آمریکایی است. او برای نویسندگی فیلم بیمار بزرگ (۲۰۱۷) نامزد جایزه اسکار بهترین فیلم‌نامه غیراقتباسی شد. در سال ۲۰۱۸ مجله تایم او را در لیست ۱۰۰ فرد تاثیرگذار در جهان معرفی کرد.

## فیلم‌شناسی
| سال  | عنوان                           | نقش           | یادداشت                                                      |
| ---- | ------------------------------- | ------------- | ------------------------------------------------------------ |
| ۲۰۱۰ | زندگی آن‌طور که می‌شناسیمش        | سایمون        |                                                              |
| ۲۰۱۲ | پنج سال نامزدی                  | آشپز          |                                                              |
| ۲۰۱۳ | پادشاهان تابستان                | گری           |                                                              |
| ۲۰۱۳ | بچه جهنمی                       | پسر کابل      |                                                              |
| ۲۰۱۴ | نوار سکس                        | پونیت         |                                                              |
| ۲۰۱۴ | دره سیلیکون                     | دینش چگتای    |                                                              |
| ۲۰۱۵ | جکوزی ماشین زمان ۲              | براد          |                                                              |
| ۲۰۱۵ | فرزنو                           | دیمن          |                                                              |
| ۲۰۱۵ | سلام، اسم من دوریس است          | نصیر          |                                                              |
| ۲۰۱۵ | مورمور                          | فرمن          |                                                              |
| ۲۰۱۶ | گروه رفقا                       |               |                                                              |
| ۲۰۱۶ | دیر شکوفا                       |               |                                                              |
| ۲۰۱۶ | هوش مرکزی                       | جرد           |                                                              |
| ۲۰۱۶ | مایک و دیو همراه عروسی می‌خواهند | کیانو         |                                                              |
| ۲۰۱۷ | بیمار بزرگ                      | کمیل نانجیانی | همچنین نویسنده نامزد- جایزه اسکار بهترین فیلم‌نامه غیراقتباسی |
| ۲۰۱۷ | مبارزه با مشت                   | افسر مهر      |                                                              |
| ۲۰۱۷ | فیلم لگو نینجاگو                | جی            |                                                              |
| ۲۰۱۷ | اتفاقی از نسبت‌های یادبود        |               |                                                              |
| ۲۰۱۹ | استوبر                          | استو          |                                                              |
| ۲۰۱۹ | مردان سیاه‌پوش: بین‌المللی        | پاونی         | صدا                                                          |
| ۲۰۲۰ | دولیتل                          | پلیمتون       | صدا                                                          |
| ۲۰۲۱ | جاودانگان                       | کینگو         |                                                              |

## اوایل زندگی
کمیل نانجیانی در کراچی، پاکستان زاده شد. وی به عنوان یک شیعه مسلمان بزرگ شد، اما بعداً در زندگی‌اش یک خداناباور شد.